# Вільгельм Фердинанд Еріхсон
Вільгельм Фердинанд Еріхсон (нім. Wilhelm Ferdinand Erichson; 1809-1848) — німецький ентомолог. Автор описів нових таксонів.

## Біографія
Вільгельм Фердинанд Еріхсон у 1828—1832 роках вивчав медицину в Берліні, у 1832 році здобув ступінь доктора медицини, в 1837 році — доктора філософії.
Спочатку Еріхсон працював над ентомологічними колекціями Берлінського університету, а 1843 року призначений хранителем цих колекцій. Одночасно від 1838 року Еріхсон читав лекції з ентомології і гельмінтології при університеті як приват-доцент, а 1842 року призначений екстраординарним професором. Численні наукові роботи Еріхсона стосуються морфології і систематики комах і переважно жуків, а також ентомологічної бібліографії і номенклатури.
Вільгельм Фердинанд Еріхсон обробив і класифікував метеликів і жуків, зібраних під час навколосвітньої подорожі Франца Меєна («Acta Ac. Leop. Carol.», 1834).

## Вибрана бібліографія
- «Genera Dyticorum» (докторська дисертація, Берлін, 1832);
- «Uebersicht der Histeroides» («Klug Jahrbüch. Ins. Kunde», 1834);
- «Die Käfer der Mark Brandenburg» (1 т., Берлін, 1837-39);
- «Genera et species Staphylinorum etc.» (2 т., Берлін, 1839-40);
- «Zur systematischen Kenntnis der Insectenlarven» («Wiegm. Arch.», 1841);
- «Beitrag zur Fauna von Vandiemensland, mit bes. Berücksicht. d. geogr. Verbr. d. Insecten» (там же, 1842);
- «Conspectus insectorum coleopterorum quae in Republica Peruana observata sunt» («Wiegm. Arch.», 1847);
- «Naturgeschichte der Insecten Deutschlands. 1-te Abth. Coleoptera» (т. III, Берлін, 1848);
- «Insecten (Hymenoptera, Diptera, Neuroptera) in Middendorf's Reise in Sibirien» (СПб., 1851).